# スノークルーズ・オーンズ
スノークルーズ・オーンズ（英: SNOW CRUISE ONZE）は、北海道小樽市にあるスキー場。

## 概要
春香山の北麓に位置しており、石狩湾を望むことができるスキー場となっている。「オーンズ」（Onze）とはフランス語で「11」を意味している。例年は10月上旬から人工造雪機を導入してゲレンデ整備を行い、北海道内で最も早い11月11日を目途にオープンしている。また、ナイターを午後11時まで営業しているなど、「11」にこだわったサービスを行っている。
全日本スキー連盟（SAJ）や日本スノーボード協会（JSBA）公認のスキー・スノーボードスクールがある。

## 沿革
1961年（昭和36年）に北海道新聞社は春香山に山荘「道新銀嶺荘」を開荘し、1965年（昭和40年）に子会社の春香観光開発を通じて「春香道新スキー場」を開設した。翌年夏には「春香山道新公園」として日本国内で初めてグラススキーを楽しむことができる場所としてオープンした。
1989年（平成元年）に「スノークルーズ・オーンズ」と改称し、1994年（平成6年）には人工造雪機を導入するなど、都市型のスキー場として営業していたが、2012年（平成24年）に運営会社のツギテの三共は、利用者の減少などによってスキー場の閉鎖を発表した。その後、マックアースがスキー場の譲渡を申し入れて、存続することが決定した。閉鎖発表後、スキーやスノーボード愛好者、地元住民らが存続を望む署名活動を行い全国から1万6千人分の署名が集まったことも存続を後押しした。同年11月11日にはオープニングイベント「復活祭」を開催した。2012 - 2013年シーズンは、多雪に恵まれた上、シーズン券の値下げ・初心者コースの増設・無料送迎バスの増便・19歳のリフト券を無料にするキャンペーンの実施等、様々な施策の効果もあり、前年度の1.9倍となる92,210人の来場客を記録した。また、2013年から、夏期にゲレンデに約30万株のユリを植栽し「オーンズ春香山ゆり園」を開園したが、2018年のシーズンをもってゆり園は閉園した。

### 年表
- 1965年（昭和40年）：「春香道新スキー場」開設。
- 1966年（昭和41年）：夏季に「春香山道新公園」オープン。スキー場にロッジ完成[18]。
- 1970年（昭和45年）：宿泊施設「ユースホステル春香道新ロッジ」（後の「ユースホステル春香ロッジ」）オープン（1987年解約）。
- 1989年（平成元年）：渡辺パイプが取得し[19]、「スノークルーズ・オーンズ」と改称。
- 2012年（平成24年）：スキー場の営業停止（閉鎖）発表[20]。マックアースがスキー場を譲受して営業継続。
- 2013年（平成25年）：夏季に「オーンズ春香山ゆり園」オープン[16][21]。
- 2018年（平成30年）：この年をもってオーンズ春香山ゆり園を閉園[17]
- 2020年（令和2年）：SNOW PARK RESORTに譲渡[22][要検証 – ノート]

## 施設
コース
- 初級コース
  - フォレストコース
  - ファミリーコース
  - 初心者エリアイージー6°
- 初級・中級コース
  - パノラマコース
  - ディアコース
- 中級コース
  - ツインズコース
  - サンシャインコース
- 上級コース
  - ダウンヒルコース
  - ダイビングコース
- パーク
  - ファンパーク
- 雪あそび広場

索道
| リフト名           | 定員 | 備考 |
| ------------------ | ---- | ---- |
| 高速クワッドリフト | 4名  |      |
| ペアリフト         | 2名  |      |

その他
- センターハウス
  - 山ろくレストラン シーメイル
  - オーンズプロショップ
  - キッズルーム
  - ロッカー
- パトロールハウス

### 関連する施設
2022年7月15日、赤井川村のDMO（観光地域づくり法人）候補法人の赤井川村国際リゾート推進協会によってウイングベイ小樽内に「小樽・きたしりべし スキー＆アドベンチャーセンター」が開設された。センターには赤井川村のキロロリゾートのほかにスノークルーズ・オーンズ、小樽天狗山スキー場、朝里川温泉スキー場が参加し、小樽市内の宿泊者に向けて、各スキー場を「一つのリゾート」として周遊してもらうことを目的に各スキー場のリフト券販売やスキー・スノーボード用具レンタルを行っている。

## アクセス・駐車場
麻生駅、宮の沢駅、手稲駅、星置駅、銭函駅から無料送迎バスを運行している。
- ジェイ・アール北海道バス「春香」バス停から徒歩約10分
- 札樽自動車道銭函ICから車で約5分
- 小樽市中心部から車で約40分
- 札幌市中心部から車で約40分
- 新千歳空港から車で約60分
- 駐車場：700台